# Life in a Tin Can
Life in a Tin Can (рус. Жизнь в консервной банке) — одиннадцатый студийный альбом британской группы Bee Gees, вышедший в январе 1973 года. Контракт с продюсером Робертом Стигвудом закончился, и музыканты уехали на запись пластинки в Лос-Анджелес. По звучанию альбом получился неоднозначным, получил в Америке крайне негативные отзывы и продавался сравнительно плохо, однако, несмотря на это, журнал Record World признал его лучшим альбомом года. Это также первый релиз группы, изданный в США при поддержке лейбла RSO Records.
Заглавная композиция «Saw a New Morning» содержит некоторые мелодические идеи, которые позже будут реализованы в песне под названием «Edge of the Universe». В целом пластинка вышла довольно мрачной, что, возможно, отражает тогдашнее душевное состояние музыкантов.
Наибольшего успеха удалось достичь в итальянском чарте — десятое место, общий мировой тираж Life in a Tin Can составил 175 тысяч экземпляров. Песня «Saw a New Morning», выпущенная отдельным синглом, поднялась до первого места в хит-параде Гонконга.

## Список композиций
Слова и музыка всех песен — Барри, Робином и Морисом Гиббом, если не указано иное.
| №  | Название                   | Автор(ы)   | Основной вокал       | Длительность |
| -- | -------------------------- | ---------- | -------------------- | ------------ |
| 1. | «Saw a New Morning»        |            | Барри и Робин        | 4:07         |
| 2. | «I Don’t Wanna Be the One» | Морис Гибб | Робин и Барри        | 4:10         |
| 3. | «South Dakota Morning»     | Морис Гибб | Барри                | 2:25         |
| 4. | «Living in Chicago»        |            | Барри, Робин и Морис | 5:40         |

| №  | Название                  | Автор(ы)   | Основной вокал | Длительность |
| -- | ------------------------- | ---------- | -------------- | ------------ |
| 1. | «While I Play»            | Морис Гибб | Барри          | 4:28         |
| 2. | «My Life Has Been a Song» |            | Робин и Барри  | 4:22         |
| 3. | «Come Home Johnny Bridie» | Морис Гибб | Барри          | 3:52         |
| 4. | «Method to My Madness»    |            | Барри и Робин  | 3:10         |

## Участники записи
Приведены по сведениям базы данных Discogs.
Bee Gees
- Барри Гибб — ведущий и бэк-вокал, ритм-гитара
- Робин Гибб — ведущий и бэк-вокал
- Морис Гибб — бэк-вокал, бас-гитара (за исключением треков А1 и Б1), соло- и ритм-гитары, пианино, клавишные

| Приглашённые музыканты - Алан Кендалл — соло-гитара - Сники Пит Клейнов — гавайская гитара (песни А3 и Б3) - Томми Морган — губная гармоника (песни А3 и Б2) - Джером Ричардсон — современная флейта (песня А4) - Рик Греч — скрипка и бас-гитара (песня Б1) - Джейн Гец — пианино (песня Б3) - Джим Келтнер — ударные - Джонни Пейт — оркестровая аранжировка | Технический персонал - Bee Gees — музыкальный продюсер - Майк Д. Стоун — звукорежиссёр - Чак Лири — звукорежиссёр - Тед Йенсен — мастеринг-инженер - Джон Юсси — дизайн конверта - Дэвид Ларкхэм — дизайн коллажа - Марк Хаузер — фотография задней стороны обложки - Эд Караефф — фотография группы |

## Позиции в хит-парадах
| Год  | Хит-парад                      | Высшая позиция | Пребывание в чарте |
| ---- | ------------------------------ | -------------- | ------------------ |
| 1973 | Австралия (Kent Music Report)  | 19             | нет данных         |
| 1973 | Италия (Musica e dischi)       | 15             | 18 недель          |
| 1973 | Канада (RPM 100 Albums)        | 54             | 10 недель          |
| 1973 | США (Billboard Top LPs & Tape) | 69             | 13 недель          |

| Хит-парад (1973) | Позиция |
| ---------------- | ------- |
| Италия (FIMI)    | 49      |